# Terra bruciata (film 1953)
Terra bruciata (Ambush at Tomahawk Gap) è un film del 1953 diretto da Fred F. Sears.

## Trama
Quattro fuorilegge vengono rilasciati dalla prigione di Yuma. Tre di loro (rapinatori) intendono ritornare nella città fantasma di Tomahawk Gap per ritrovare del denaro rubato all’esercito anni prima, seppellito da un ex compagno della banda. Il quarto, un innocente ingiustamente condannato che hanno cercato di lasciare indietro, si unisce a loro nel combattere gli Apache e cercare il bottino.